# Lord Byron (opera)

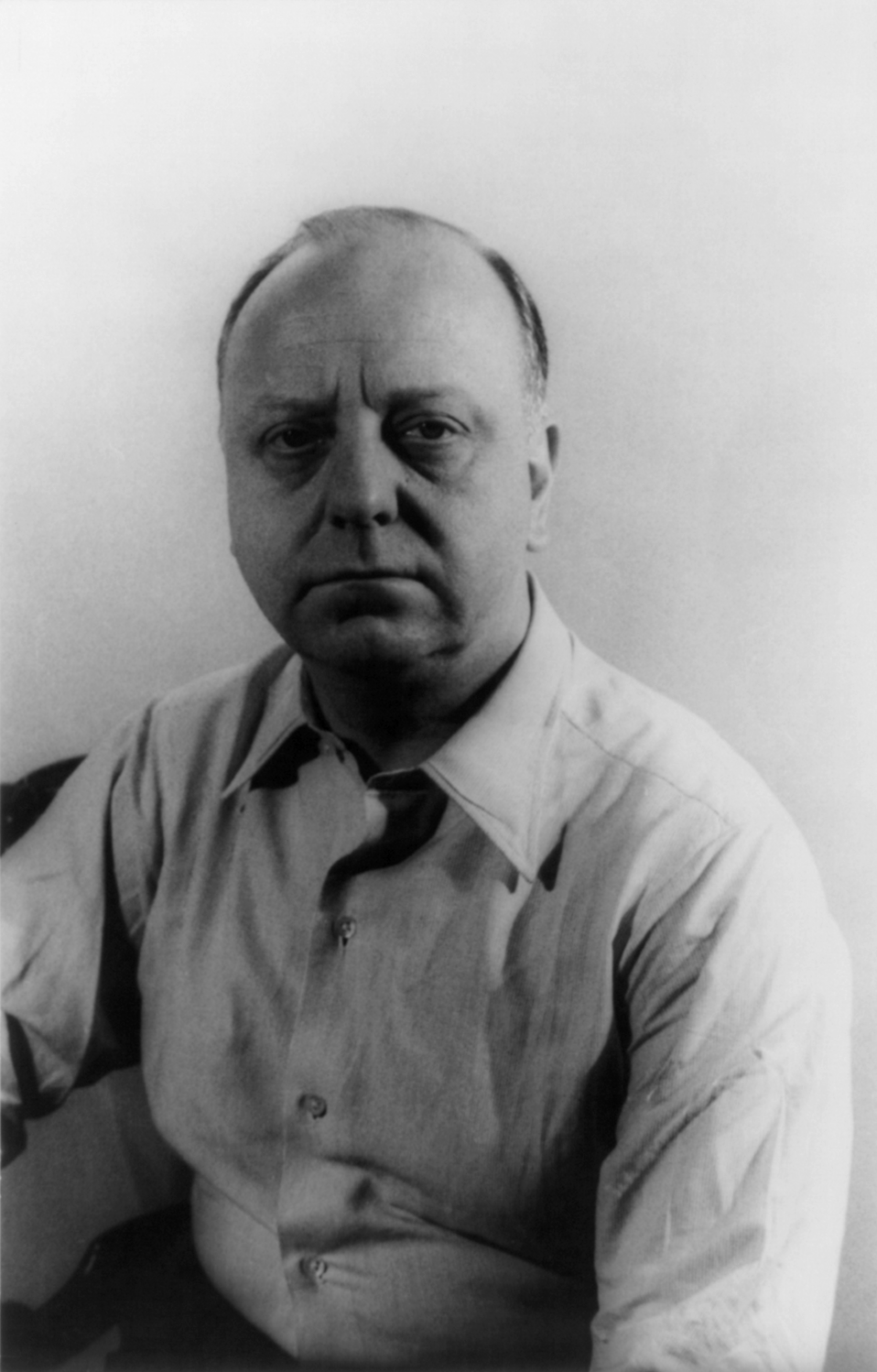
Virgil Thomson

Lord Byron är en opera i tre akter med musik av Virgil Thomson och libretto av Jack Larson, inspirerat av den historiske poeten Lord Byron. Det var Thomsons tredje och sista opera.

## Historia
Han skrev den på uppdrag av Ford Foundation till Metropolitan Opera (Met), men Met satte aldrig upp den. Den första föreställningen ägde rum på Lincoln Center i New York den 20 april 1972, av musikavdelningen på Juilliard School med John Houseman som regissör, Gerhard Samuel som dirigent och Alvin Ailey som koreograf. En föreställning av en reviderad version, av Thomson själv, ägde rum 1985 med New York Opera Repertory Theater.
Kompositören hade starka känslor inför operan. Premiäruppsättningen fick delade recensioner, med en utmärkande negativ recension från Harold C. Schonberg som skrev:
"....en mycket blek musik, bedrövligt banal (alla dessa valser) och oftast kvävande sockersöt."
Operan har ännu inte fått en fullskalig, professionell uppsättning. Monadnock Music framförde operan i september 1991.

## Handling
Operan utspelas i London mellan 1812 och 1824.
I mittskeppet av Westminster Abbey har lord Byrons vänner, hustru och syster samlats för att överräcka en staty av lord Byron till dekanen och propagera för poetens begravning där. De får reda på att Byron hade skrivit sina memoarer, vilket orsakar rädsla för hans rykte. Statyn anländer och minnena kommer tillbaka hos Byrons släktingar och vänner. Däribland Byrons uppvaktning av sin blivande hustru. Men minnena består också av Byrons incest med sin halvsyster Augusta Leigh och deras dotter, vilket ledde till Byron självexil och hans hustrus försäkran att han aldrig mer skulle se Augusta. Emedan de ännu inte har läst Byrons memoarer orsakar deras egna minnen nog fasa att de bränner memoarerna. Dekanen anländer och när han får reda på att släktingarna ansåg Byrons memoarer opassande läsning, ger han avslag på önskningen att Byron ska begravas i Westminster Abbey. I slutet av operan välkomnar poeternas andar i kyrkans "Poets' Corner" Byron välkommen bland dem.

## Inspelning
- Koch: Matthew Lord, Jeanne Ommerle, D'Anna Fortunato, Richard Zeller, Richard Johnson, Gregory Mason, Stephen Owen, Adrienne Csgenery, Thomas Woodman, Louisa Jonason, Donald Collup, David Murray, Jorg Westerkemp, Martin Kelley, Ted Whalen, John Holyoke, David Stoneman, Debra Vanderlinde, Marion Dry; Manadnock Festival Orchestra och kör; James Bolle, dirigent[9]

Utöver det har utdrag från operan, kallad "Five Tenor Songs from Lord Byron", spelats in med följande sångare: Martyn Hill, tenor; Budapests symfoniorkester; James Bolle, dirigent.